# 5. oktober
5. oktober je 278. dan leta (279. v prestopnih letih) v gregorijanskem koledarju. Ostaja še 87 dni.

## Dogodki
- 1582 – zaradi uvedbe gregorijanskega koledarja tega dne v Italiji, Portugalski, Španiji in na Poljskem ni bilo, pač pa je 4. oktobru 1582 sledil 15. oktober
- 1793 – francoska revolucija ukine krščanstvo v Franciji
- 1908 – Avstro-Ogrska anektira Bosno in Hercegovino
- 1910 – Portugalska ukine monarhijo
- 1921 – v Londonu na pobudo Catherine Amy Dawson-Scott ustanovljeno združenje PEN
- 1925 – konferenca v Locarnu
- 1939 – ZSSR in Latvija podpišeta pakt o vzajemni pomoči
- 1943 – nemška letala bombandirajo Mokronog
- 1954 – s podpisom londonskega memoranduma razdelijo Svobodno tržaško ozemlje med Jugoslavijo in Italijo
- 1964 – v Kairu se prične druga konferenca neuvrščenih
- 1968 – na Severnem Irskem se pričnejo spopadi med katoličani in protestanti
- 1974 – Dave Kunst kot prvi človek peš prepotuje svet
- 1994 – v Švici približno 50 članov sekte Sončni tempelj izvede samomor
- 2000 – demonstracije v Beogradu, ki pripeljejo do Miloševićevega odstopa
- 2001 – prva žrtev z antraksom okuženih pošiljk v ZDA

## Rojstva
- 1268 – Filip IV. Lepi, francoski kralj († 1314)
- 1338 – Aleksej III. Veliki Komnen, trabzonski cesar († 1390)
- 1703 – Jonathan Edwards, ameriški kalvinistični teolog in filozof († 1758)
- 1713 – Denis Diderot, francoski pisatelj, filozof († 1784)
- 1715 – markiz Victor Riqueti de Mirabeau, francoski politični ekonomist († 1789)
- 1732 – sir Nevil Maskelyne, angleški duhovnik, astronom († 1811)
- 1781 – Bernard Bolzano, češko-nemški matematik, filozof, teolog in logik († 1848)
- 1818 ali 1819 - Jón Thortharson Thoroddsen, islandski pisatelj († 1868)
- 1829 – Chester Alan Arthur, ameriški predsednik († 1886)
- 1836 – Takeaki Enomoto, japonski pomorski častnik, državnik († 1908)
- 1840 – Fran Gerbič, slovenski skladatelj, operni pevec († 1917)
- 1864 – Louis Lumière, francoski fotograf, izumitelj († 1948)
- 1879 – Francis Peyton Rous, ameriški patolog, nobelovec 1966 († 1970)
- 1881 – Fran Jeran, slovenski matematik († 1954)
- 1882 – Robert Hutchings Goddard, ameriški profesor, fizik, izumitelj in raketni inženir († 1945)
- 1902 – Ray Arthur Kroc, ameriški podjetnik, ustanovitelj McDonald's-a († 1984)
- 1909 – Walter Markov, nemški zgodovinar slovenskega rodu († 1993)
- 1919 – Boris Ščerbina, sovjetski politik († 1990)
- 1935 – Mirko Ramovš, slovenski etnokoreolog († 1923)
- 1936 – Václav Havel, češki pisatelj, predsednik († 2011)
- 1947 – Brian Johnson, pevec AC/DC
- 1975 – Kate Winslet, angleška filmska igralka
- 1984 – Zlatko Dedič, slovenski nogometaš

## Smrti
- 578 – Justin II., bizantinski cesar (* okoli 520)
- 610 – Fokas, bizantinski cesar  (* 547)
- 1056 – Henrik III., rimsko-nemški cesar (* 1017)
- 1111 – Robert II., flandrijski grof, križar (* 1065)
- 1214 – Alfonz VIII., kralj Kastilije in Toleda (* 1155)
- 1249 – Abu Zakarija Jahja, sultan Hafsidskega sultanata  (* 1203)
- 1285 – Filip III., francoski kralj (* 1245)
- 1308 – Gvido II. de la Roche, atenski vojvoda (* 1280)
- 1354 – Giovanni Visconti, milanski nadškof, vojskovodja (* 1290)
- 1398 – Blanka Navarska, francoska kraljica (*
- 1714 – Kaibara Ekken, japonski konfucijanski filozof in botanik (* 1630)
- 1763 – Avgust III. Poljski, poljski kralj in litovski veliki knez (* 1696)
- 1777 – Johann Andreas von Segner, nemški fizik, matematik (* 1704)
- 1864 – Imre Madách, madžarski pesnik (* 1823)
- 1880 – William Lassell, angleški astronom (* 1799)
- 1933 – Nikolaj Nikolajevič Judenič, ruski general (*  1862)
- 1938 – Favstina Kowalska, poljska redovnica in svetnica (* 1905)
- 1960 – Alfred Louis Kroeber, ameriški antropolog in arheolog (* 1876)
- 1962 – Tod Browning, ameriški filmski igralec in režiser (* 1880)
- 1962 – Sylvia Beach, ameriška knjigarnarka (* 1887)
- 1969 – Theophilus Shickel Painter, ameriški zoolog, citolog (* 1889)
- 1972 – Solomon Lefschetz, ameriški matematik (* 1884)
- 1976 – Lars Onsager, norveško-ameriški fizik in kemik, nobelovec 1968 (* 1903)
- 2004 – Maurice Wilkins, britanski fizik, nobelovec 1962 (* 1916)
- 2011 – Steve Jobs, ameriški računalnikar in poslovnež (* 1955)

## Prazniki in obredi
- Portugalska – Dan republike, praznovanje ukinitve monarhije leta 1910
- mednarodni dan učiteljev